# Steven Avery
Steven Allan Avery (* 9. Juli 1962 in Manitowoc County, Wisconsin) ist ein US-amerikanischer Verurteilter, der 18 Jahre lang wegen Vergewaltigung in Haft saß und 2003 frei kam, nachdem seine Unschuld erwiesen worden war. Nach seiner Haftentlassung verklagte er die für seine Verurteilung Verantwortlichen auf 36 Millionen US-Dollar Schadensersatz. Im Jahr 2005 wurde er des Mordes an der 25-jährigen Fotografin Teresa Halbach für schuldig befunden und zu lebenslanger Haft verurteilt, wobei er wieder seine Unschuld beteuerte. Der Schuldspruch wird kontrovers diskutiert. Avery geht weiterhin juristisch gegen seine Verurteilung vor, seit 2016 wird er von der Rechtsanwältin Kathleen Zellner vertreten.
Auf der Grundlage seines Lebens wurde die zwei Staffeln umfassende True-Crime-Dokumentarserie Making a Murderer (2015–2018) gedreht. Die Veröffentlichung machte den Fall Avery einem breiten Publikum bekannt und führte zu Petitionen, die Averys Freilassung fordern. In der zweiten Staffel der Serie geht es auch um die Verhaftung von Averys damals 16-jährigem Neffen Brendan Dassey im Rahmen des Mordfalls um Teresa Halbach.

## Leben
Steven Avery wuchs in einfachen Verhältnissen auf. Seit 1965 betreibt seine Familie einen Autoschrottplatz, auf dem sie außerhalb der Stadt lebt. Avery hat zwei Brüder und eine Schwester. Er besuchte öffentliche Schulen in Mishicot und Manitowoc. Nach seiner Schulzeit nahm er das Erbe seiner Familie an und arbeitete fortan auf seinem Anwesen als Schrotthändler für Autos.
Im Alter von 18 Jahren brach Avery in eine Bar ein und stahl Alkohol. Er bekannte sich schuldig und wurde 1981 zu zehn Monaten Gefängnis verurteilt.
Am 24. Juli 1982 heiratete Avery. Aus der Ehe gingen 3 Kinder hervor.
Seine Haftstrafe verlängerte sich, als 1982 ein Mann angab, zusammen mit Avery eine Katze getötet zu haben. Sie hatten das Tier mit Benzin und Öl übergossen und dieses in ein Funkenfeuer geworfen. Avery bekannte sich schuldig und saß bis August 1983 hinter Gittern.
Anfang 1985 erstattete Averys Cousine Sandra Morris Strafanzeige, nachdem Avery ihr Auto angefahren und er sie danach mit einem Gewehr bedroht hatte. Bei ihrer Vernehmung gab Sandra Morris an, dass Avery sich seit Juli 1984 mehrmals öffentlich entblößt habe, wenn sie vorbeigefahren sei. Avery wies den Vorwurf der Belästigung zurück und gab an, sich provoziert gefühlt zu haben. Wegen unerlaubten Waffenbesitzes und Störung der öffentlichen Ordnung drohten ihm weitere sechs Jahre Gefängnis.

## Fall Penny B.
Im Juli 1985 wurde am Michigansee Penny B. während des Joggens am Strand überfallen und vergewaltigt. Für die lokale Strafverfolgungs- und Polizeibehörde stand schnell fest, dass es sich bei dem Täter um Avery handeln musste.
Avery wurde noch im selben Jahr wegen Vergewaltigung zu lebenslanger Haft verurteilt, obwohl er sich unschuldig bekannte. Zum Zeitpunkt der Verurteilung gab es keine physischen Beweise, die Avery in Verbindung mit der Tat brachten. Hinzu kommt, dass er sechzehn Alibis hatte, die bezeugten, dass Avery zum Tatzeitpunkt zu Hause war. Vom Opfer wurde er jedoch – wie sich später herausstellte: fälschlicherweise – als Täter identifiziert. Das Opfer hatte sich dabei an einem Phantombild des Täters orientiert. Es wies starke Ähnlichkeit mit einem Polizeibild von Avery auf. Der Zeichner des Phantombilds erklärte, dass er das Bild nach den Beschreibungen des Opfers gemalt habe. Dies wird jedoch angezweifelt, da Erstbeschreibungen des Opfers nicht mit dem Phantombild übereinstimmten.
Um 1995 rief ein Polizist aus Brown County das Gefängnis von Manitowoc County an und sagte, dass ein Häftling „vor Jahren einen Überfall in Manitowoc County begangen hatte und dass jemand anderes dafür im Gefängnis war“. Sheriff Kocourek soll den Erinnerungen der Stellvertreter zufolge geantwortet haben: „Wir haben bereits den richtigen Mann. Kümmere dich nicht darum.“
Nach 18-jähriger Haft wurde 2003 durch eine DNA-Analyse Averys Unschuld bewiesen, der daraufhin aus der Haft entlassen wurde. Außerdem konnte mithilfe der DNA-Analyse Gregory Allen als wahrer Täter identifiziert werden.
Infolge seiner Freilassung wurde eine Arbeitsgruppe ins Leben gerufen, die den Fall auf Fehlverhalten prüfte. Sie kam zu dem Schluss, dass keine wirklichen Ermittlungen von Seiten des Sheriffs angestellt worden seien. Ein Gericht konnte jedoch kein polizeiliches Fehlverhalten feststellen.

### Schadensersatzklage
Im Jahr 2003 reichte Avery eine Zivilklage in Höhe von 36 Millionen Dollar gegen Manitowoc County, seinen ehemaligen Sheriff und seinen ehemaligen Bezirksstaatsanwalt wegen falscher Verurteilung und Inhaftierung ein. Die Freilassung von Avery im Jahr 2003 führte zu einer breiten Diskussion über das Strafrechtssystem in Wisconsin.

## Fall Teresa H.

### Prozessverlauf
Am 31. Oktober 2005 kam die 25-jährige Fotografin Teresa H. auf das Anwesen des Avery-Autoschrottplatzes, um sich mit Steven Avery zu treffen und um Fotos von einem zum Verkauf stehenden Minivan zu machen. Sie wurde danach nicht mehr lebend gesehen. Am 3. November 2005 wurde sie von ihren Eltern als vermisst gemeldet. Avery wurde am 11. November, nachdem sein Blut in ihrem Fahrzeug gefunden worden war, des Kidnappings, der Vergewaltigung und des Mordes an Teresa H. sowie des illegalen Besitzes einer Waffe beschuldigt und festgenommen. Er beteuerte erneut seine Unschuld und warf den Behörden vor, ihm den Mord anzuhängen, um nicht Schadensersatz an ihn bezahlen zu müssen.
Averys damals 16-jähriger Neffe Brendan Dassey wurde im Verlaufe des Prozesses um den Mordfall an Teresa H. mehrmals verhört und schließlich als Hauptzeuge der Anklage benannt, indem dieser in einem Videogeständnis die Tatbeteiligung von Steven Avery angab. Dassey wurde mehrmals über einen Zeitraum von etwa vier Stunden befragt, ohne dass jeweils ein Elternteil oder ein Anwalt anwesend war. Dabei wandten die Ermittler die sogenannte Reid-Methode an. Befürworter sehen in ihr eine effektive Methode, um Geständnisse zu entlocken. Sie kann jedoch Kritikern zufolge leicht zu falschen Geständnissen führen, insbesondere bei Kindern. Seine Frage, ob er nach einem Geständnis nach Hause gehen könne, beantworteten die Polizisten mit Ja.
Dassey gab an, mit seinem Onkel Teresa H. vergewaltigt, ermordet und verbrannt zu haben. Er wurde daraufhin am 1. März 2006 verhaftet und angeklagt.
Len Kachinsky, der Pflichtverteidiger von Dassey, ließ ein weiteres Geständnis von Dassey zu. Dassey beantragte daraufhin bei Richter Patrick Willis, einen neuen Pflichtverteidiger zugestellt zu bekommen. Dieser lehnte ab. Erst bei einer zweiten Anfrage wurde Kachinsky von seiner Aufgabe entbunden.
In einem ebenfalls von der Staatsanwaltschaft als Beweis angeführten Telefonat mit seiner Mutter Barb Tardych gestand Brendan erneut die Tatbeteiligung von Steven Avery. Später wiederum gestand der Neffe seiner Mutter, alles erraten zu haben, was die Polizisten hören wollten, denn „so würde er es in der Schule auch machen“. Er wiederholte, dass seine Aussagen erfunden seien. Dassey gab an, den Polizisten gesagt zu haben, was sie hören wollten.
Avery wurde nach Abschluss des Gerichtsverfahrens in 2 der 3 noch stehenden Anklagepunkte von der Mehrheit der Geschworenen für schuldig befunden und zu lebenslänglicher Haftstrafe verurteilt.

### Von der Staatsanwaltschaft vorgebrachte Beweise
Die Staatsanwaltschaft hält Avery für schuldig und hat dafür (unter anderem) folgende Beweise angeführt:
- Avery ist die letzte bekannte Person, die das Opfer Teresa H. lebend gesehen hat.
- Das Auto des Opfers enthielt Blutspuren mit Averys DNA.
- Auf der Motorhaube des Autos des Opfers wurde Averys Schweiß festgestellt.
- In Averys Haus wurde ein Schlüssel des Opfers mit Averys DNA gefunden.
- Dassey gestand den Ermittlern, Avery beim Mord, der Vergewaltigung und Verbrennung der Leiche geholfen zu haben.
- In einem aufgenommenen Gespräch mit seiner Mutter gestand Dassey seiner Mutter die Tatbeteiligung.
- Auf Averys Grundstück wurden Knochen einer verbrannten Leiche gefunden.

### Kontroversen um die vorgebrachten Beweise

#### Dasseys Geständnis
Der Wahrheitsgehalt des Geständnisses des Neffen Brendan Dassey, die zu seiner Verurteilung und der von Avery führten, wird aus verschiedenen Gründen angezweifelt:
- Die Ermittler sagten bei der Befragung ca. 75-mal, Brendan würde lügen. Erst als Brendan nach Stunden das Schuldgeständnis abgab, lobten sie ihn dafür und sagten, er „hätte endlich die Wahrheit gesagt“.
- Die bei der Befragung angewandte Reid-Methode führe zu einer hohen Rate von falschen Geständnissen bei Verdächtigen, die aufgrund ihrer Persönlichkeit den polizeilichen Verhörmethoden wenig entgegensetzen können. Aus diesem Grunde ist diese Methode in mehreren europäischen Ländern insbesondere bei der Befragung von Kindern und Jugendlichen untersagt. In Deutschland verstößt sie gegen § 136a StPO, da sie schon vom Konzept her mit Täuschungen und Drohungen arbeitet.[11]
- Richter William E. Duffin stellte 2016 fest, dass die Aussagen unter unzulässigen Bedingungen entstanden sind.[4] Er begründete dies damit, dass dem damals 16-Jährigen von den Ermittlern erklärt wurde, dass sie bereits wüssten, was geschehen war, und er es nur noch bestätigen müsse. Das junge Alter, besonders aber eine Lernbehinderung und seine geringe Intelligenz sowie die Tatsache, dass er ohne Eltern oder einen Anwalt befragt wurde, sorgten dafür, dass die Aussage ungültig ist. Das Gericht ordnete an, Dassey innerhalb von 90 Tagen freizulassen, wenn der Prozess nicht neu aufgerollt würde. Die Staatsanwaltschaft legte Berufung ein. Das höhere Bundesgericht entschied mit einer Mehrheit von zwei Richtern zu einem, dass Duffins Urteil nicht gekippt wird. Die Staatsanwaltschaft legte erneut Berufung ein; der Fall wurde wieder neu aufgerollt, diesmal mit sieben Richtern des Bundesgerichts. Diese hoben das Urteil von Duffin auf und entschieden mit einer Mehrheit von vier zu drei Richtern, dass sein Geständnis freiwillig gewesen ist.[15] Der Oberste Gerichtshof der Vereinigten Staaten lehnte eine Anfrage auf Prüfung dieses Urteils ab.

Die Staatsanwaltschaft argumentiert, dass Dassey seiner Mutter in einem Gespräch zwischen den beiden ebenfalls die Tatbeteiligung gestand, kurz nach einem erneuten Verhör der Ermittler. Später wiederum gestand er ihr, das alles nur erfunden zu haben, unschuldig zu sein und bei den Ermittlern geraten zu haben, was sie hören wollten.
Die Verteidigung gab für Dasseys teils widersprüchliche Aussagen folgendes Beispiel: Als sein Pflichtverteidiger Kachinsky ihm ein weiteres Geständnis entlockte (anstatt für seine Unschuld einzutreten), wandte er sich an Richter Fox mit der Begründung, er wolle einen neuen Anwalt. Im Gerichtssaal antwortete er auf die Frage von Fox, ob sein Verteidiger in seinem besten Interesse handeln würde, dann mit Ja. Zudem weisen seine Aussagen während des Verhörs Widersprüche auf; so behauptete Dassey zuerst, das Opfer sei im Schlafzimmer erschossen worden, kurze Zeit später hielt er die Garage für den Tatort. Diese Widersprüchlichkeit sei es eben, die den Wahrheitsgehalt einzelner, selektiver Aussagen wie etwa seines Geständnisses aufhebe. Die Aussage Dasseys sei unter Berücksichtigung des Kontexts zu verstehen. Alleine besitzen sie demnach keinen Wert und keinen Anspruch auf Gültigkeit.

#### Durchsuchung von Averys Anwesen
Averys Anwälte argumentieren, dass sein Grundstück im Rahmen der Ermittlung illegal durchsucht worden sei und die angeblichen Beweise auf seinem Grundstück deshalb wertlos seien.
Am 5. November 2005 entschied ein Richter, dass das Manitowoc County Sheriffs Department aufgrund eines bestehenden Interessenkonflikts nicht bei der Durchsuchung von Averys Anwesens beteiligt sein darf. Stattdessen übertrug er die Aufgabe dem Calumet County Sheriffs Department. Dennoch waren Mitarbeiter des Manitowoc County bei der Durchsuchung beteiligt.
Am Morgen des 5. Novembers 2005 entdeckte die freiwillige Sucherin Pamela S., Cousine des Opfers Teresa H., zusammen mit ihrer Tochter das Auto von Teresa H. auf Averys Schrottplatz. Sie wurde nach weniger als einer halben Stunde fündig auf dem 40 Ar großen Schrottplatz, auf dem sich nahezu 4000 Autos befanden. Bei einer Befragung antwortete sie auf die Frage, wie sie das Auto so schnell gefunden habe, „Gott habe ihnen den Weg gezeigt“.
Am 4. November, dem vorherigen Tag, konnte bei einer Durchsuchung des Calumet County Sheriff Departments hingegen kein Auto des Opfers auf Averys Grundstück gefunden werden.
Laut Averys Anwältin Kathleen Zellner, die ihn seit 2016 vertritt, hatte ein Truck-Fahrer ausgesagt, er habe das Fahrzeug des Opfers am 4. November auf einer Straße außerhalb des Anwesens der Averys gesehen und dies dem ermittelnden Beamten noch am selben Tag gesagt. Einen Tag später am 5. November wurde der Wagen dann auf Averys Grundstück aufgefunden. Eine Untersuchung des Fahrzeugs durch Zellners Anwaltskanzlei lehnt die Staatsanwaltschaft ab.
Die einzelnen bei der Durchsuchung auf Averys Anwesen gefundenen Beweise wurden kritisiert und angezweifelt, wie im Folgenden aufgeführt wird.

#### Blutstropfen im Auto von Teresa H.
Am 11. November 2005 konnten im Auto des Opfers, das sich zu der Zeit auf Averys Anwesen befand, Blutstropfen an sechs Orten mit Averys DNA sichergestellt werden.
Averys Verteidiger entdeckten im Zuge der Ermittlungen, dass an einer Ampulle mit Averys Blut, das 1996 im Zuge der Berufungsermittlungen im Fall Penny B. gesichert worden war, das Siegel gebrochen wurde und der Deckel der Ampulle ein feines Loch aufweist, offenkundig durch die Spitze einer Nadel. Das Labor gab auf Nachfrage an, dass sie das Loch nicht platziert haben, da es für so etwas keinen Grund gäbe. Averys Anwälte vermuteten, dass das Blut, das im Auto des Opfers gefunden wurde, aus dieser Ampulle entnommen und dorthin platziert worden war, um ihn zu belasten.
Das FBI entwickelte auf Antrag der Staatsanwaltschaft einen neuen Test, um Ethylendiamintetraessigsäure (EDTA) nachzuweisen. Es handelt sich um ein Konservierungsmittel für Blut, das kein Bestandteil menschlichen Blutes ist. Ein positives Testergebnis würde die Behauptung, das Blut sei platziert, untermauern. FBI-Forensiker Mark LeBeau sagte aus, dass er drei der sechs Blutflecken im Auto von Teresa H. getestet und EDTA nicht entdeckt hat; der Test war negativ. Er teilte mit, dass „mit einem begründeten Grad an wissenschaftlicher Gewissheit“ alle Blutstropfen im Auto des Opfers kein EDTA enthalten. Das Testverfahren wird aus folgenden Gründen kritisiert:
- Die Schnelligkeit, mit der der Test entwickelt wurde, sei problematisch. Für umfangreiche Untersuchungen und Analysen, die nötig wären, um zu wissen, wie oft und unter welchen Bedingungen EDTA in getrocknetem Blut aus einer jahrzehntealten Blutampulle nachgewiesen werden konnte, blieb keine Zeit.
- Averys Verteidigung führte weiter aus, dass es nicht möglich sei zu sagen, ob das negative Testergebnis bedeutet, dass EDTA nicht vorhanden ist oder dass das EDTA  nur nicht entdeckt wurde.
- Die Staatsanwaltschaft hat den Auftrag nicht neutral formuliert. In einem Brief, in dem die Staatsanwaltschaft zur Analyse auffordert, heißt es ausdrücklich, dass der Zweck der Blutuntersuchung darin bestehe, „die Behauptung zu beseitigen, dass Averys Ampulle zur Platzierung von Beweismaterial verwendet wurde“. Kritiker sehen darin eine Beeinflussung.
- Es wurden drei der sechs Tropfen negativ getestet. Dies ließe jedoch keine Rückschlüsse auf die nicht getesteten Tropfen zu.

Die Tatsache, dass Avery zum Tatzeitpunkt an seiner Hand eine Wunde hatte, wird von Seiten der Staatsanwaltschaft als Beweis angesehen, dass das Blut im Auto von Teresa H. aus dieser Wunde stamme. Die Verteidigung wiederum weist drauf hin, dass zwar Averys Blut, jedoch nicht seine Fingerabdrücke entdeckt wurden. Daraus ergebe sich folgendes Gedankenexperiment: Hätte Avery das Auto betreten, hätte er Fingerabdrücke nicht vermeiden können. Hätte er jedoch Handschuhe getragen, hätte er seine Fingerabdrücke verborgen, dann könnte jedoch kein Blut aus der Wunde ausgetreten sein. Nach dieser Logik kann das Blut nicht von Avery stammen.

#### Schweiß am Auto von Teresa H.
Sonderermittler der Staatsanwaltschaft Ken Kratz sagt, dass Averys Schweiß auf der Verriegelung der Motorhaube vom Auto von Teresa H. gefunden wurde. Er sah dies als Durchbruch in der Schuldfrage Averys und als nicht anzweifelbaren Beweis an:

„It wasn't blood. It was from his sweaty hands. Do the cops also have a vial of his sweat that they are carrying around? The evidence conclusively shows that Steven Avery's hand was under the hood when he insists he never touched her car.
  Es war kein Blut. Es war von seinen verschwitzten Händen. Haben die Bullen auch eine Ampulle mit seinem Schweiß, den sie mit sich herumtragen? Die Beweise zeigen eindeutig, dass Steven Averys Hand unter der Haube war, obwohl er darauf bestand, dass er ihr Auto nie angefasst hat.“

Erwähnenswert ist hierbei, dass die Information, Averys Schweiß würde sich unter der Motorhaube befinden, einer Befragung des Neffen Brendan Dassey vorausgegangen war. Erst nach Dasseys Aussage konnte Averys Schweiß festgestellt werden.
Unterdessen erklärte Averys Verteidiger Dean Strang, dass die DNA, die auf der Motorhaube gefunden wurde, nie als Schweiß bestätigt worden sei. Er entgegnete:

„Sweat in and of itself doesn’t have our DNA. Obviously in its native state, a car hood wouldn’t have Steven’s DNA or anyone’s DNA on it — it’s a piece of metal. The sweat argument was an argument Mr. Kratz made repeatedly in the trial. There was no evidence of sweat. All they knew was they got Steven Avery’s DNA from the hood latch area on Teresa’s car.
 Schweiß an sich hat nicht unsere DNA. Offensichtlich hätte eine Motorhaube in ihrem ursprünglichen Zustand weder Stevens DNA noch irgendjemandes DNA darauf - es ist ein Stück Metall. Das Schweißargument war ein Argument, das Herr Kratz im Prozess wiederholt vorgebracht hat. Es gab keine Anzeichen von Schweiß. Alles, was sie wussten, war, dass sie Steven Averys DNA aus dem Bereich der Motorhaube von Teresas Auto bekommen haben.“

Während des Prozesses sagte ein Agent aus, dass er das Auto mit Latexhandschuhen abstrich und die Motorhaube öffnete. Der Agent sagte weiter, dass er dies getan hat, ohne seine Handschuhe zu wechseln. Strang spekulierte, dass die Latexhandschuhe des Agenten zur Übertragung von Averys DNA geführt hätten.
Forensiker Karl Reich stellt fest, dass es nicht möglich sei, Schweiß auf DNA zu testen.
Neuere von Averys Anwältin Zellner angestellte Untersuchungen legen zudem nahe, dass es sich bei der gefundenen DNA auf der Verriegelung der Motorhaube nicht um Schweiß handeln kann.
Fünf Testpersonen berührten je dreimal die Verriegelung der Motorhaube desselben Automodells. In zehn Fällen wurde keine DNA gefunden. Die höchste Menge an gefundener DNA betrug 0,09 ng; im Fall Avery wurden jedoch 1,8 ng DNA gefunden, was der zwanzigfachen Menge entspricht.

#### Autoschlüssel von Teresa H.
Ein weiteres umstrittenes Beweismittel ist ein Autoschlüssel von Teresa H., der erst bei der siebten Durchsuchung von Averys Schlafzimmer gefunden wurde, gut sichtbar in einer Ecke liegend. Averys DNA wurde daran festgestellt. Jedoch wurde aber nicht die DNA von der Benutzerin des Schlüssels, Teresa H., festgestellt. Dies sei nur mit einer gezielten Platzierung der DNA zu erklären, so die Verteidigung.
Forensische Experten der Staatsanwaltschaft halten es hingegen für möglich, dass bei einem kleinen Objekt nur die DNA der letzten Person, die dieses berührt hat, festgestellt werden könne. Die DNA würde dann im Moment der Berührung „ersetzt“.
Averys Verteidiger Jerry Buting behauptet hingegen, dass, wenn zwei Personen dasselbe Objekt berühren, es zu einer Mischung der beiden DNA kommen würde.

#### Verbrannte Knochen
Auf Averys Anwesen konnten an seiner Feuerstelle verbrannte Knochen gefunden werden. Die Staatsanwaltschaft sieht das als Beweis, dass Avery Teresa H. ermordet und anschließend die Leiche verbrannt hätte.
Die Knochen wurden von der Anthropologin Leslie Eisenberg untersucht. Sie fand verbrannte und unverbrannte Knochen. Alle unverbrannten und einige der verbrannten Knochen konnten dabei als nichtmenschlich identifiziert werden.
Eisenbergs Einschätzung nach wiesen die Knochen von Averys Feuerstelle und einem nahegelegenen Steinbruch alle ähnliche Verkohlung und Kalzinierung auf.
Die Verteidigung entwickelte darauf aufbauend die Theorie, dass die Knochen nicht auf Averys Grundstück verbrannt wurden, sondern auf einem 5 Minuten Autofahrt entfernten Steinbruch. Anschließend seien die Knochen dann zu seiner Feuerstelle transportiert worden, um Avery zu belasten.

#### Weitere Argumente der Verteidigung
Averys Verteidiger argumentieren zudem mit logischen Überlegungen: Hätte Steven Avery tatsächlich Teresa H. im Auto vergewaltigt und ermordet, wäre es für ihn ein Leichtes gewesen, die offensichtlichen Blutspuren zu beseitigen. Auf seinem Schrottplatz befindet sich nämlich eine Autopresse, mit der er die Beweise hätte zunichtemachen können. Laut seinen Anwälten hat er diese sogar noch einen Tag vor dem Verschwinden von Teresa H. benutzt.
Ungewöhnlich an den Ermittlungen sei zudem, dass sofort gegen Avery ermittelt wurde, bei Mordfällen in aller Regel aber zunächst nahe Verwandte verdächtigt werden.

### Ungleiche Vertretung durch Experten
Während für die Anklage beim Prozess 14 Experten ihre Sichtweise vertraten, konnte die Verteidigung nur zwei Wissenschaftler aufführen. Dies bot in der Konsequenz die Möglichkeit, die Beweise zugunsten der Staatsanwaltschaft zu interpretieren.

### Kritik am Rechtssystem insgesamt
Rechtsexperte Samuel Gross hält in Bezug auf den Fall Avery das US-amerikanische Rechtssystem für anfällig für Fehlurteile:

„Es handelt sich dabei um ein furchtbar unterfinanziertes System und es wird in großen Teilen von dem Ideal beherrscht, Menschen ohne Verhandlung zu einem Geständnis zu bewegen. Dieses System, in dem einfach die Kosten einer Verhandlung und einer Ermittlung vermieden werden, indem man Verdächtige zu einem Geständnis drängt, generiert wahrscheinlich zehn mal mehr Ungerechtigkeiten als alles, was während einer Verhandlung passiert, aber wir bekommen davon kaum etwas mit.“

### Kritik am Manitowoc County Sheriff
2005 sorgte der damalige Manitowoc County Sheriff Ken Peterson in einem Interview für Furore, als er sagte, es wäre einfacher gewesen, Steven Avery zu „eliminieren“ als ihn „erneut hinter Gitter zu bringen“.
Für Kritik sorgte zudem, dass er bei einer Befragung der Verteidigung aussagte, er bezweifle Averys Unschuld im Fall der Vergewaltigung von Penny B. im Jahre 1985.

### Urteile
All jene anzweifelbare Indizien, insbesondere Brendan Dasseys Geständnis, führten letztendlich zur Verurteilung Averys am 18. März 2007. Er wurde dabei zu einer lebenslänglichen Haftstrafe ohne Möglichkeit einer vorzeitigen Entlassung verurteilt und in zwei der am Ende noch drei stehenden Anklagepunkte für schuldig befunden. Nach herrschender Meinung wurden juristische Grundsätze wie In dubio pro reo (Im Zweifel für den Angeklagten) verletzt.
Brendan Dassey wurde in einem von Avery abgetrennten Verfahren in allen Anklagepunkten für schuldig befunden und zu 32 Jahren Haft verurteilt.
Obwohl damals nur 17 Jahre alt, wurde Dassey als Erwachsener verurteilt und seine intellektuellen Einschränkungen wurden als irrelevant eingestuft. Im August 2016 hob ein Bundesrichter Dasseys Verurteilung mit der Begründung auf, sein Geständnis sei während des Polizeiverhörs erzwungen worden. Im Juni 2017 legte die Staatsanwaltschaft von Wisconsin gegen diese Entscheidung Berufung ein. Im Dezember 2017 entschied ein Gremium von sieben Richtern des United States Court of Appeals for the Seventh Circuit (Berufungsgericht der Vereinigten Staaten für den siebten Gerichtsbezirk) mit 4 zu 3 Stimmen dafür, die ursprüngliche Verurteilung aufrechtzuerhalten, und stellte fest, dass die Polizei Dasseys Geständnis ordnungsgemäß eingeholt hatte. Am 20. Februar 2018 reichte Dasseys Anwaltsteam, darunter der ehemalige oberste Prozessvertreter der Regierung vor dem Supreme Court, Seth Waxman, eine Petition für eine Revisionszulassung beim Obersten Gerichtshof der Vereinigten Staaten ein. Am 25. Juni 2018 wurde diese verweigert. Dassey hat damit keine juristischen Optionen mehr, gegen seine Verurteilung vorzugehen.

### Reaktionen der Geschworenen
In den USA und einigen anderen Ländern sind die sogenannten Geschworenen Mitglieder einer Laienrichterbank, die unabhängig vom Richter über die Schuld des Angeklagten entscheiden. Zusammen bilden sie das Geschworenengericht, das auch Jury genannt wird.
Im Januar 2016, nachdem Making a Murderer auf Netflix veröffentlicht worden war, berichtete das People-Magazin, dass ein Geschworener aussagte, einer der Avery-Prozessjuroren sei der Vater eines Stellvertreters des Manitowoc County Sheriffs gewesen und ein anderes Jurymitglied eine Angestellte des Manitowoc County.
Der Juror Richard Mahler, der von der Verhandlung aufgrund eines Familiennotstands entbunden wurde, noch bevor die Geschworenen die endgültigen Beratungen begonnen hatten, erklärte später, dass sieben der Geschworenen und damit die Mehrheit für nicht schuldig waren. Er war deshalb verwirrt, dass die Jury sich schließlich auf einen Schuldspruch einigte.
Ein anderer Juror soll den Filmemachern von Making a Murderer erzählt haben, dass er sich eingeschüchtert gefühlt und aus Gründen der persönlichen Sicherheit einen Schuldspruch ausgesprochen hat.

### Aktuelle Vertretung durch Zellner
Seit 2016 wird Avery von der Chicagoer Rechtsanwältin Kathleen Zellner vertreten, die sich eigenen Angaben zufolge auf Fehlurteile spezialisiert hat.
Zellner entwickelte Experimente, mit denen sie beweisen wollte, dass das Blut im Auto von Teresa H. nicht von Avery stammen kann. Er hatte zum Zeitpunkt des Verschwindens von Teresa H. an seiner Hand eine Wunde, aus der der Staatsanwaltschaft zufolge das Blut im Auto kam. Sie kam jedoch zu dem Ergebnis, dass frisches Blut aus seiner Wunde verlaufen wäre, das im Wagen vorgefundene Blut dagegen an einer Stelle geblieben war. Zudem hätte die Größe der Wunde ihren Experimenten zufolge deutlich mehr Blutaustritt zur Folge gehabt.
Am 26. August 2016 reichte Zellner beim Sekretär des Bezirksgerichts Manitowoc County, Wisconsin, einen Antrag auf wissenschaftliche Tests nach der Verurteilung ein. Richterin Angela Sutkiewicz unterzeichnete eine Vereinbarung und Anordnung für die Durchführung der wissenschaftlichen Untersuchungen am 23. November 2016.
Im Juni 2017 reichte Zellner einen 1.272-seitigen Antrag auf Wiederaufnahme des Verfahrens ein. Der Antrag beruft sich auf fehlenden Rechtsbeistand, eidesstattliche Erklärungen von Experten, welche die Art und Weise, wie Teresa H. getötet worden sein soll, widerlegen, sowie neue Beweise und strafrechtlich ethische Verstöße vom Special Prosecutor der Staatsanwaltschaft Ken Kratz. Zellner behauptet, dass Steven Averys Verurteilung auf gefälschten Beweisen und falschen Zeugenaussagen beruhe.
Zudem versprach sie jedem, der in einem von ihr erstellten Fragebogen 100 Fragen zweifelsfrei beantworten und damit Averys Schuld beweisen kann, 10.000 Dollar.
Am 3. Oktober 2017 wurde der Antrag auf einen neuen Prozess abgelehnt. Auf die Mehrzahl der angeführten Beweise wurde dabei nicht eingegangen. Am 25. Februar 2019 wurde einem erneuten Berufungsantrag stattgegeben, sodass der Fall neu geprüft werden muss.
Kathleen Zellner präsentiere am 12. April 2021 dem zuständigen Bezirksgericht einen neuen Zeugen. Ein im Jahr 2005 als Zeitungsausträger tätiger Mann gibt an, gesehen zu haben, wie Bobby Dassey und ein weiterer Mann am 5. November 2005 das Auto von Teresa H. auf dem Schrottplatz Averys bewegten.

## Making a Murderer
Im Dezember 2015 erschien die Dokumentarserie Making a Murderer, die auf dem Kanal des US-amerikanischen Video-on-Demand-Anbieters Netflix ausgestrahlt wurde.
Die Serie setzt sich aus Aufnahmen aus Gerichtsprozessen und Interviews zusammen sowie aus Videoaufzeichnungen von Polizeiverhören und mitgeschnittenen Anrufen aus Gefängnissen. Geschrieben und gefilmt wurde die 10-teilige Serie von Laura Ricciardi und Moira Demos, die über einen Zeitraum von zehn Jahren ihre Aufnahmen machten.
Am Ende der Dokumentation hatten Ricciardi und Demos über 500 Stunden Filmmaterial von Interviews und Aufnahmen gemacht, zu denen 180 Stunden Filmmaterial während der Gerichtsverfahren hinzukamen. Die beiden Filmemacherinnen interviewten unter anderem die Eltern Steven Averys, seine Schwester Barb Tadych und deren Sohn Bobby Dassey (Brendan Dasseys Bruder), sowie den Bruder von Teresa H. Ken Kratz, Special Prosecutor und District Attorney des Calumet County, Wisconsin, ignorierte dagegen mehrere Interviewanfragen. Mit Steven Avery konnten die Filmemacherinnen nur telefonisch Interviews führen; ein Termin vor Ort wurde ihnen vom Sheriff und den Gefängnisbehörden mit der Begründung, es gäbe ein Sicherheitsrisiko, nicht gestattet.
Es wurde inzwischen für Making a Murderer eine zweite Staffel veröffentlicht, die 2018 veröffentlicht wurde und in der es auch um die Verhaftung und Verurteilung von Brendan Dassey geht.

## Petitionen

### We The People (Weißes Haus)
Seit 20. Dezember 2015 lief auf petitions.whitehouse.gov eine Online-Petition, die sich für eine Begnadigung Steven Averys und Brendan Dasseys einsetzte. Am 6. Januar 2016, 17 Tage nach Beginn der Petition, wurden die nötigen 100.000 Unterschriften erreicht, um eine Antwort vom Weißen Haus zu erhalten. Bis zum 7. Januar 2016 hatten fast 130.000 Menschen die Petition unterzeichnet, worauf das Weiße Haus durch sein We The People-Team eine Antwort hinterließ. In dieser wurde darauf hingewiesen, dass Präsident Barack Obama ausschließlich in Fällen gegen die Vereinigten Staaten Pardon gewähren kann. Averys Fall dagegen liege in der Judikative des Staates Wisconsin.

### Change.org
Ab Dezember 2015 lief auf change.org eine Petition mit dem Titel Free Steven Avery, die an Präsident Obama und an Scott Walker, den Gouverneur von Wisconsin gerichtet war. Die Petition, die inzwischen abgeschlossen ist, wurde von 533.126 Menschen unterzeichnet.